# Jan Ekkers
Jan Hermanus Ekkers (Zeist, 1 december 1943) is een Nederlands politicus van de VVD.
Rond 1969 was hij algemeen secretaris van de JOVD (aan de VVD gelieerde jongerenorganisatie) en in 1970 kwam hij in de gemeenteraad van Zeist. Ekkers is in 1978 in de rechten afgestudeerd aan de Rijksuniversiteit Utrecht en hij werd dat jaar in Zeist wethouder. In december 1983 volgde zijn benoeming tot burgemeester van 's-Gravenzande. In 1995 werd hij daarnaast lid van de Provinciale Staten van Zuid-Holland wat hij tot 2002 zou blijven. Eind 2000 gaf hij zijn burgemeesterschap op om zich te kunnen richten op zijn eigen bedrijf. In 2004 volgde hij Jan Streng op als gedeputeerde van de provincie Utrecht wat Ekkers tot 2009 zou blijven.